# Paléo-généalogie
Ne doit pas être confondu avec Généalogie génétique ou Paléogénétique.
La paléo-généalogie (ou paléogénéalogie) est une discipline émergente qui étudie les relations de parenté entre individus trouvés dans des tombes préhistoriques au moyen de l'analyse de leur ADN. Elle s'insère entre paléogénétique et généalogie génétique, avec lesquelles elle ne doit pas être confondue, bien qu'elle s'en rapproche par sa méthodologie. Elle est issue de la paléogénétique, qui étudie les organismes fossiles de façon plus globale. En l'absence évidente de documents généalogiques écrits (registres paroissiaux, registres d'état civil, listes et recensements de population), les recherches se concentrent sur les tombes préhistoriques, soumises à l'analyse génétique.

## Définition
La paléo-généalogie a pour but l'étude des populations du Néolithique, de l'Âge du bronze et de l'Âge du fer, ainsi que l'étude des migrations de populations humaines de chasseurs-cueilleurs, au travers de la génétique humaine. Elle
se situe à mi-chemin entre paléogénétique et généalogie génétique. Elle emprunte à l'archéologie (dont elle est complémentaire) ses méthodes et son intention de connaître les populations humaines anciennes, et à la généalogie génétique ses moyens techniques, basés sur l'étude de l'ADN. Elle est une discipline de l'archéogénétique.

## Historiographie
Les premiers archéologues étudiaient les artéfacts, les tombeaux ou les outils. Avec le développement de la génétique depuis la fin du XXe siècle, les recherches se sont peu à peu tournées vers l'histoire des populations humaines. De nouveaux profils ont petit à petit fait leur apparition dans les équipes d'archéologues : médecins légistes et anthropologues. La dernière science à entrer dans le domaine de l'archéologie est la génétique qui permet de fournir de nombreuses informations sur les populations anciennes. En 1984, apparaît la paléogénétique, qui a pour but l'étude du vivant du passé à travers les éléments biologiques fossilisés et l'ADN, animaux et humains, végétaux, spores et pollens. De premiers tests ADN sont effectués sur une momie égyptienne. Les décennies suivantes ont vu des progrès rapides de la génétique, ce qui a permis des découvertes considérables. En 2001, le génome humain fut déchiffré.
Le développement de la génétique, depuis la découverte de l'ADN en 1953, a ouvert de nombreuses portes dans de nombreux domaines scientifiques : biologie humaine, police, justice mais aussi archéologie. Généticiens et généalogistes-généticiens suivent et étudient les migrations humaines depuis la fin de la dernière période glaciaire par des prélèvements ADN sur des sites funéraires.

## Généralités
Si le génome humain peut être décodé à partir d'un prélèvement effectué sur un individu vivant, le corps d'un individu mort commence très rapidement à se détériorer. Les noyaux des cellules du corps éclatent rapidement et libèrent l'ADN qu'elles contiennent, y compris l'ADN mitochondrial qui ne se trouve pas dans le noyau mais dans les mitochondries. Selon les conditions (climat, topographie, nature du sol), cette dégradation peut être plus ou moins lente, et de l'ADN partiel ou complet peut être prélevé après plusieurs milliers d'années. Les fémurs, la partie pétreuse de l'os temporal et les dents sont les parties du corps qui sont susceptibles de mieux conserver l'ADN.
D'autre part, l'ADN prélevé peut être contaminé par : 
- L'ADN de bactéries ou de virus présents dans le corps au moment de la mort d'un individu, peut être présent dans les prélèvements ;
- L'ADN de bactéries ou de virus présents dans le sol du lieu d'inhumation, peut masquer l'ADN de l'individu ;
- L'ADN des fouilleurs peut être transféré aux restes des individu lors des fouilles ou des prélèvements ;
- L'ADN moderne peut polluer de l'ADN ancien après des décennies voire des siècles de conservation ou d'exposition dans des musées.

Enfin, si un ADN ancien a été conservé dans son milieu naturel durant des siècles, il risque de reprendre rapidement son processus de dégradation. Il convient alors de respecter un protocole strict afin de le conserver le plus longtemps possible jusqu'à son analyse : le séquençage de l'ADN peut alors débuter, mais il est rare que la molécule recherchée soit encore présente en quantité suffisante dans les vestiges.
Les mutations génétiques déterminantes sont ensuite transmises héréditairement à la descendances. Ainsi, les populations concernées peuvent être suivies ; les généticiens et les anthropologues peuvent localiser et dater un échantillon génétique et le rapprocher d'arbres phylogénétiques.
Pour rapprocher un individu d'autres individus potentiellement génétiquement liés, trois types de tests peuvent être effectués :
- Les tests ADN autosomiques permettent d'étudier les chromosomes 1 à 22, ainsi que le premier chromosome X. Ce sont eux qui sont utilisés pour identifier les peuples d'origine. Toutefois, l'assignation d'un individu à une ethnie peut être hasardeuse voire trompeuse.
- Le chromosome Y est présent seulement chez les mâles et recopie de père en fils les informations génétiques de la lignée paternelle. Ces tests peuvent fournir des informations sur les ancêtres récents (STR) et anciens (SNP). Si les marqueurs STR renseignent davantage sur les cousins généalogiques et la famille génétique proche, les marqueurs SNP seront étudiés pour rapprocher les lignées et les peuples protohistoriques. Les tests SNP sont destinés à assigner un humain mâle (contemporain ou antique) à un haplogroupe du chromosome Y. En paléo-généalogie, L'haplogroupe à l'origine de l'arbre philogénétique des haplogroupes du chromosome est Haplogroupe A.
- En ce qui concerne le génome mitochondrial, on a recours séquençage de la région HVR-1, la région HVR-2 voire les deux. Un test ADN mitochondrial peut aussi inclure un test SNP additionnel dans la région codante (non hypervariable mais beaucoup plus large) pour assigner un haplogroupe maternel à la personne, on peut même séquencer l'ensemble de l'ADN mitpchondrial d'une personne. L'haplogroupe d'origine de tous les haplogroupes mitochondriaux est le macrohaplogroupe L.

## Paléogénétique
Plusieurs espèces humaines ont coexisté sur Terre durant la Préhistoire. L'ADN de l'Homme de Néandertal a été séquencé en 2010 et les résultats démontrent qu'il s'est hybridé avec Homo sapiens à plusieurs reprises depuis environ 250 000 ans. Les populations non subsahariennes ont dans leur génome environ 2 % d'ADN néandertalien. De même, lors de son entrée en Asie, Homo sapiens a rencontré l'Homme de Denisova avec qui il s'est hybridé plusieurs fois. Les populations asiatiques modernes ont dans leur génome une part minime d'ADN dénisovien. Le plus haut taux est celui des populations papoues et aborigènes d'Australie, qui ont 3 à 4 % de leur ADN hérité des Dénisoviens.

## Génétique des populations

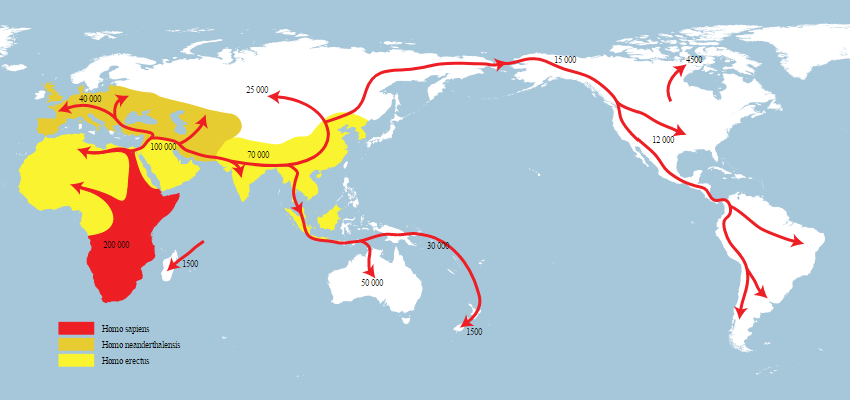
Carte de l'expansion d'Homo sapiens

Les analyses de l'ADN sont utilisées pour retracer les modèles de migration humaine d'Homo sapiens du Paléolithique supérieur à l'Âge du fer. Par exemple, on utilise ces analyses pour déterminer quand les premiers humains sont arrivés en Amérique du Nord.
Dans les années 1990 et 2000, plusieurs chercheurs et laboratoires ont prélevé des échantillons d'ADN auprès de populations autochtones sur tous les continents pour cartographier et modéliser les migrations humaines, préhistoriques, protohistoriques et historiques. Plusieurs projets virent le jour dans le but de faire la publicité de la généalogie génétique et de la paléo-généalogie. L'un d'entre eux fut le Projet génographique de National Geographic, qui visait à cartographier les migrations humaines en collectant et analysant les échantillons ADN de plus de 100 000 personnes sur les cinq continents.
En Europe, la diversité génétique des humains est élevée. Cela provient d'une grande variété de caractères génétiques transmis par des afflux successifs de populations. Par exemple, les vestiges de l'homme de Cheddar avaient été découverts en 1934 près de Cheddar dans une gorge à proximité d'une grotte. Il s'agissait d'un chasseur-cueilleur du Mésolithique et les Britanniques l'avaient considéré comme le plus vieil Anglais. Les premiers essais de restitution du visage le représentaient avec une peau claire et des yeux clairs. Or, l'étude de son génome, dans les années 1990, a révélé des yeux bleus et une peau foncée.
Les études peuvent parfois révéler des liens génétiques inattendus entre peuples protohistoriques ou antiques et modernes. Par exemple, les Phéniciens sont les ancêtres d'une importante partie de la population de l'île de Malte,.

## Haplogroupes

Arbre phylogénétique des haplogroupes du chromosome Y depuis l'Adam chromosomique

Les humains peuvent être attribués génétiquement à des groupes agnatiques et cognatiques descendant d'ancêtres communs vivant à la préhistoire. Ces groupes sont appelés haplogroupes. Ce sont des lignées patrilinéaires (par l'étude du chromosome Y) et matrilinéaires (par l'étude de l'ADN mitochondrial) qui peuvent être étudiées et cartographiées.

### ADN-Y
| Haplogroupes du chromosome Y (Y-ADN) |                                          |   |   |    |    |    |    |    |   |     |     |     |     |    |    |    |    |     |     |     |    |    |   |
|                                      | Plus récent ancêtre patrilinéaire commun |   |   |    |    |    |    |    |   |     |     |     |     |    |    |    |    |     |     |     |    |    |   |
|                                      | A                                        |   |   |    |    |    |    |    |   |     |     |     |     |    |    |    |    |     |     |     |    |    |   |
|                                      |                                          |   |   | BT |    |    |    |    |   |     |     |     |     |    |    |    |    |     |     |     |    |    |   |
|                                      |                                          | B | B | B  | CT | CT |    |    |   |     |     |     |     |    |    |    |    |     |     |     |    |    |   |
|                                      |                                          |   |   | DE | DE | CF | CF | CF |   |     |     |     |     |    |    |    |    |     |     |     |    |    |   |
|                                      |                                          |   | D | E  |    | C  | C  | F  | F | F   |     |     |     |    |    |    |    |     |     |     |    |    |   |
|                                      |                                          |   |   |    |    |    | G  | H  | H | IJK | IJK | IJK | IJK |    |    |    |    |     |     |     |    |    |   |
|                                      |                                          |   |   |    |    |    |    |    |   | IJ  | K   | K   | K   | K  | K  | K  |    |     |     |     |    |    |   |
|                                      |                                          |   |   |    |    |    |    |    | I | J   |     |     | LT  | K2 | K2 | K2 | K2 | K2  | K2  |     |    |    |   |
|                                      |                                          |   |   |    |    |    |    | I1 |   |     |     | L   | T   |    | MS | MS | MS | MS  | P   | P   | P  | NO |   |
|                                      |                                          |   |   |    |    |    |    |    |   |     |     |     |     |    | M  | S  |    | Q   | R   | R   |    | N  | O |
|                                      |                                          |   |   |    |    |    |    |    |   |     |     |     |     |    |    |    |    |     | R1  | R1  | R2 |    |   |
|                                      |                                          |   |   |    |    |    |    |    |   |     |     |     |     |    |    |    |    | R1a | R1a | R1b |    |    |   |
|                                      |                                          |   |   |    |    |    |    |    |   |     |     |     |     |    |    |    |    |     |     |     |    |    |   |

- Les haplogroupes de l'ADN du chromosome Y sont apparus à des époques variables de la préhistoire. Les mutations y sont relativement fréquentes.
  - Haplogroupe A : apparu il y a 140 000 ans en Afrique centrale ;
  - Haplogroupe B : apparu en Afrique centrale et australe ;
  - Haplogroupe C : apparu il y a 66 000 ans dans l'est de l'Afrique, et semble être la première expansion d'homo sapiens en Eurasie ;
  - Haplogroupe D : apparu en Afrique, il s'est étendu en Asie de l'est ;
  - Haplogroupe E : apparu il y a 62 500 ans en Afrique, il s'est répandu au Proche-Orient et en Europe ;
  - Haplogroupe F : apparu en Asie du sud, il s'est étendu en Eurasie ;
  - Haplogroupe G : apparu il y a 48 000 ans au Moyen-orient ;
  - Haplogroupe H : apparu il y a 48 000 en Asie du sud, Il est fréquent en Inde ;
  - Haplogroupe I : apparu il y a 43 000 ans autour de la Mer Noire ou en Asie du sud, il est caractéristique des populations de chasseurs-cueilleurs du Mésolithique européen, avant l'arrivée sur le continent des agriculteurs, puis des Indo-Européens ;
  - Haplogroupe J : apparu il y a 43 000 ans au Moyen-orient, il est très présent au Proche et au Moyen-Orient ;
  - Haplogroupe K : apparu il y a 50 000 ans en Iran ou en Asie centrale ;
  - Haplogroupe L : fréquent en Asie du sud, présent au Moyen-Orient ;
  - Haplogroupe M : présent en Mélanésie
  - Haplogroupe N : Apparu il y a 20 000 ans en Asie du sud-est, il est présent dans les zones arctiques d'Eurasie ;
  - Haplogroupe O : Apparu il y a 40 000 ans en Asie de l'est ou en Asie du sud-est, il est très présent parmi les populations d'Asie de l'est et du sud-est ;
  - Haplogroupe P : originaire d'Asie du sud-est ;
  - Haplogroupe Q : apparu il y a 40 000 ans en Sibérie, il est à l'origine des Amérindiens ;
  - Haplogroupe R1a : apparu il y a 23 000 ans en Russie, il est présent chez les populations slaves d'Europe de l'est, ainsi qu'en Asie centrale et occidentale.
  - Haplogroupe R1b : apparu il y a 23 000 ans autour de la Mer Caspienne, il est très fréquent en Europe occidentale, plus particulièrement vers l'Atlantique.
  - Haplogroupe S :  Présent en Papouasie-Nouvelle-Guinée, mais aussi dans les régions hallogènes d'Indonésie et de Malaisie.
  - Haplogroupe T : apparu il y a 41 000 ans sur le plateau iranien

### ADN mitochondrial
| Arbre phylogénétique des Haplogroupes de l'ADN mitochondrial (ADNmt) humain. |                        |      |      |      |      |      |      |      |      |    |    |    |   |    |    |    |        |        |   |   |   |  |  |  |  |  |   |   |   |   |  |  |    |    |    |
|                                                                              | Ève mitochondriale (L) |      |      |      |      |      |      |      |      |    |    |    |   |    |    |    |        |        |   |   |   |  |  |  |  |  |   |   |   |   |  |  |    |    |    |
| L0                                                                           | L1–6                   | L1–6 | L1–6 | L1–6 | L1–6 | L1–6 | L1–6 | L1–6 | L1–6 |    |    |    |   |    |    |    |        |        |   |   |   |  |  |  |  |  |   |   |   |   |  |  |    |    |    |
| L0                                                                           | L1                     | L2   | L3   | L3   | L3   | L3   | L3   | L3   | L3   | L3 | L3 | L3 |   |    |    |    |        |        |   |   |   |  |  |  |  |  |   |   |   |   |  |  | L4 | L5 | L6 |
| L0                                                                           | L1                     | L2   |      |      |      | M    | M    | M    | M    | M  |    |    | N | N  | N  | N  | N      | N      |   |   |   |  |  |  |  |  |   |   |   |   |  |  | L4 | L5 | L6 |
| L0                                                                           | L1                     | L2   | CZ   | CZ   | D    | E    | G    | Q    |      | O  | A  | S  |   |    |    |    | R      | R      | R | R | R |  |  |  |  |  | I | W | X | Y |  |  | L4 | L5 | L6 |
| L0                                                                           | L1                     | L2   | C    | Z    | D    | E    | G    | Q    | B    | O  | A  | S  | F | R0 | R0 |    | pre-JT | pre-JT | P | U | U |  |  |  |  |  | I | W | X | Y |  |  | L4 | L5 | L6 |
| L0                                                                           | L1                     | L2   | C    | Z    | D    | E    | G    | Q    | B    | O  | A  | S  | F | HV | HV | JT | JT     | K      | K |   |   |  |  |  |  |  | I | W | X | Y |  |  | L4 | L5 | L6 |
|                                                                              | L1                     | L2   | C    | Z    | D    | E    | G    | Q    | B    | O  | A  | S  | F | H  | V  | J  | T      | K      | K |   |   |  |  |  |  |  | I | W | X | Y |  |  | L4 | L5 | L6 |

- Bien que le génome mitochondrial soit beaucoup plus stable et moins soumis à des mutations que l'ADN du chromiosome Y, des haplogroupes sont apparus à des époques variables de la préhistoire :
  - L'Ève mitochondriale (dernière ancêtre en lignée matrilinéaire commune) est en théorie la plus récente ancêtre commune en lignée maternelle de l'humanité actuelle. Elle vivait en Afrique. On haplogroupe est l'haplogroupe L.
  - Haplogroupe L0 :
  - Haplogroupe L1-6 :
  - Haplogroupe L1 :
  - Haplogroupe L2 :
  - Haplogroupe L3 :
  - Haplogroupe L4 :
  - Haplogroupe L5 :
  - Haplogroupe L6 :
  - Haplogroupe M :
  - Haplogroupe C :
  - Haplogroupe Z :
  - Haplogroupe N :
  - Haplogroupe D :
  - Haplogroupe E :
  - Haplogroupe G :
  - Haplogroupe Q :
  - Haplogroupe O :
  - Haplogroupe A :
  - Haplogroupe S :
  - Haplogroupe R :
  - Haplogroupe B :
  - Haplogroupe F :
  - Haplogroupe I :
  - Haplogroupe W :
  - Haplogroupe X :
  - Haplogroupe Y :
  - Haplogroupe U : apparu il u a environ 25 000 ans, il est répandu en Europe du Nord et de l'est, en Afrique du Nord et en Asie.
  - Haplogroupe K :
  - Haplogroupe H : apparu vers le Caucase il y a environ 30 000 ans, il est assez fréquent en Europe.
  - Haplogroupe V :
  - Haplogroupe J :
  - Haplogroupe T :

## Intérêt et utilité

### Pour les scientifiques
Les pratiques des archéologues ont évolué au cours des décennies. D'abord concentrés sur les objets puis les corps, elles se sont petit à petit intéressé aux populations sédentarisées et à leur habitat, en incluant l'anthropologie à leurs recherches. Puis, les archéologues et les anthropologues ont associé des paléogénéticiens lors de leurs campagnes. Les équipes étudient l'alimentation et l'état de santé pré mortem et les causes de décès des personnes inhumées. C'est le cas de Philippe Charlier. Les pathologies (ainsi que leur fréquence) sont étudiées. Afin  d'identifier et resituer chronologiquement et géographiquement ces dites populations, lors de Fouilles archéologiques, sont également prélevés des échantillons d'ADN. Ces données sont décodées (séquençage du génome humain, ADN du chromosome Y, ADN mitochondrial) dans une liste possédant une nomenclature. Enfin, cet ADN est étudié, puis rapproché de populations anciennes. Il est extrêmement rare que des individus actuels soient reliés à des individus préhistoriques.

### Pour le grand public
Un utilisateur amateur qui a recours à un Test ADN généalogique, dit de loisir ou récréatif, se voit proposer l'accès à des données lorsqu'il rend accessibles ses résultats. Il y a sensiblement deux types de données :
- La recherche familiale ou de proches (rapprochement d'individus) relève majoritairement de la généalogie génétique : l'utilisateur à accès à des noms de personnes, plus ou moins génétiquement proches. Il s'agit d'un outil généalogique, qui permet de découvrir ou rapprocher des personnes selon leur degré de proximité. Il s'agit essentiellement de généalogie génétique qui mêle utilisation d'arbres généalogiques (construits sur des traces écrites légales telles que les actes notariés, les actes d'Etat-civil...) et la constitution de bases de données génétique. Certains sites proposent également de visualiser les peuples contemporains mais une confusion chronologique peut être induite dans l'esprit de certains utilisateurs.
- Le rapprochement de populations anciennes repose nettement sur la paléo généalogie : un utilisateur amateur peut également avoir accès à des bases de données liées à l'archéologie (préhistorique, protohistorique, antique voire médiévale). Les échantillons ont, en fonction de l' état de conservation lors de la découverte des corps, des qualités variables. Mais quand un ADN de qualité est extrait, il est analysé et rapproché d'individus et de peuples anciens. C'est le travail de la paléo généalogie.

## Nomenclature archéologique
Dès qu'un ADN prélevé sur un individu découvert (le plus souvent) sur un site de fouilles archéologiques peut être analysé, et que le génome peut être séquencé, il est recensé, et reçoit un code, correspondant au site archéologique concerné et un numéro individuel. Ensuite, cet ADN et son code sont répertoriés.

### Nom du site codifié
Généralement, un code correspond à un site. Cependant, il arrive qu'un code corresponde à plusieurs sites ; un site peut avoir des échantillons référencés sous des codes différents.
| Code             | Secteur de fouilles                                         | Secteur géographique                                 | Civilisation                                |
| ---------------- | ----------------------------------------------------------- | ---------------------------------------------------- | ------------------------------------------- |
| A                | Carpates                                                    | Hongrie                                              |                                             |
| AHPS             | Bodajk                                                      | Hongrie                                              |                                             |
| AITI             |                                                             |                                                      |                                             |
| APG              | Asperg-Grafenbühl                                           | Allemagne                                            | Celtique, La Tène                           |
| ATT              | Attichy-Bitry                                               | Oise, Picardie, France                               |                                             |
| BAL              | rives du lac Balaton                                        | Hongrie                                              |                                             |
| BIM              |                                                             | Bavière, Allemagne                                   |                                             |
| BRK              | Birka                                                       | Suède                                                |                                             |
| BUK              | Buckland                                                    | Douvres, Angleterre                                  |                                             |
| COL              | Collegno                                                    | Italie                                               |                                             |
| COL              | ville de Colmar                                             | Alsace, France                                       |                                             |
| DA               |                                                             | Hongrie                                              |                                             |
| DRIF (*DRIFF-**) | Centre-ville de York                                        | Yorkshire, Angleterre                                |                                             |
| DUN              | Dunum                                                       | Allemagne                                            |                                             |
| ERS              | Erstein                                                     | Alsace, France                                       |                                             |
| FEN              | Fenstanton                                                  | Angleterre                                           |                                             |
| f*R              | Pompei                                                      | Italie                                               |                                             |
| G                | Centre-ville de Odense                                      | Danemark                                             |                                             |
| GenScot          |                                                             | Moray, Écosse                                        |                                             |
| HGH              | Vieille-ville de Lübeck                                     | Allemagne                                            |                                             |
| Hinston          | Hinxton                                                     | Angleterre                                           |                                             |
| I                | Plusieurs sites                                             | Angleterre, Serbie, Tchéquie, Pompéi                 |                                             |
| IND              | Alt-Inden                                                   | Allemagne                                            |                                             |
| KIL              | Kilteasheen                                                 | Irlande                                              |                                             |
| KNS              |                                                             | Islande                                              |                                             |
| KO               | Kolín                                                       | Tchéquie                                             |                                             |
| KUP              | Kunpeszér                                                   | Hongrie                                              |                                             |
| LAR              | Larrey (Côte-d'Or)                                          | France                                               |                                             |
| LEU              | Leubingen                                                   | Thuringe, Allemagne                                  |                                             |
| LM               | Le Mans                                                     | France                                               | sépultures de royalistes (Terreur)          |
| LW               |                                                             | sud de l’Allemagne                                   |                                             |
| LWB              | Louisbourg                                                  | Allemagne                                            | Celtique, La Tène                           |
| MGB              | Magdalenenberg                                              | Allemagne                                            |                                             |
| MJ               |                                                             |                                                      |                                             |
| MLE              | Mödling-Leinerinnen                                         | Vienne, Autriche                                     |                                             |
| MOB              | Monin/Bourges                                               | France                                               |                                             |
| NOR              | Nordhouse                                                   | France                                               |                                             |
| NS               | Niederstotzingen                                            | Wurtemberg, Allemagne                                |                                             |
| NTR              |                                                             | Islande                                              |                                             |
| OBKR             | Königsbrunn                                                 | Souabe, Allemagne                                    |                                             |
| ORE              |                                                             | Islande                                              |                                             |
| PN               |                                                             | Côte adriatique, Italie                              |                                             |
| PRS              | Paris                                                       | Paris, France                                        |                                             |
| R                | Rome et Latium                                              | Ville de Rome, Latium                                |                                             |
| R                | Marxberg                                                    | Sarrebourg, Alsace, France                           |                                             |
| R                | Viminacium                                                  | Serbie                                               | Cité romaine (Empire)                       |
| RIJ              | Alphen-sur-le-Rhin                                          | Pays-Bas                                             |                                             |
| RIX              | Rixheim                                                     | Alsace, France                                       |                                             |
| RK               | Rákóczifalva                                                | Hongrie                                              |                                             |
| SCY              |                                                             | Ukraine                                              | Scythes                                     |
| SK               | cimetière paroissial à proximité des mines d'argent de Sala | Suède                                                | Royaume de Suède / XVe siècle               |
| SED              | Sedgeford                                                   | Norfolk, Angleterre                                  |                                             |
| SI               | Sidon                                                       | Liban                                                | Comptoir phénicien, place forte des Croisés |
| SSG              |                                                             | Islande                                              |                                             |
| SWG              | Hedeby                                                      | Schleswig-Holstein (Allemagne) et Jutland (Danemark) |                                             |
| SX               | Wartau                                                      | Suisse                                               |                                             |
| SZ               | Szólád                                                      | Hongrie                                              |                                             |
| TO LAV           | Lavazza (Turin)                                             | Italie                                               |                                             |
| TRM              | Trumpington Meadows                                         | Angleterre                                           |                                             |
| UNTA             | Hünstetten                                                  | Allemagne                                            |                                             |
| V*P              | Oxford                                                      | Angleterre                                           | Vikings du Danelaw                          |
| VDP              |                                                             | Islande                                              |                                             |
| VK               | Plusieurs sites                                             | Danemark, Norvège, Royaume-Uni, Suède                | Vestiges scandinaves (843-1066)             |

### Nom de site complet
Un échantillon peut recevoir un code avec le nom du site où le vestige a été découvert. Un échantillon de matériel génétique provenant d'un individu découvert sur un site de fouilles portera le même code que l'individu lui-même. Si plusieurs corps sont retrouvés sur un même site, un numéro est ajouté (Par exemple Lechlade-on-Thames 12786 correspond à l'ADN complet ou partiel d'un individu de sexe masculin inhumé à l'âge du bronze entre -2300 et -2050 sur le futur site de fouilles archéologiques) :
| Nom du chantier     | Secteur de fouilles archéologiques | Secteur géographique  | Civilisation |
| ------------------- | ---------------------------------- | --------------------- | ------------ |
| Amesbury            | Alesbury Down                      | Wiltshire, Angleterre |              |
| Birkrigg            | Cumbria                            | Angleterre            |              |
| Buckquoy            | Orcades                            | Royaume-Uni           |              |
| Claristown          |                                    | Irlande               |              |
| Lechlade-on-Thames  | Gloucestershire                    | Angleterre            |              |
| Low-Huxley          | Northumbrie                        | Angleterre            |              |
| Scorton Quarry      | Yorkshire                          | Angleterre            |              |
| Figheldean          |                                    | Angleterre            |              |
| Rathlin             |                                    | Irlande du Nord       |              |
| Rodean Crescent     | Sussex                             | Angleterre            |              |
| Sliguff             | Carlow                             | irlande               |              |
| Thornholme          | Yorkshire                          | Angleterre            |              |
| Treanmacmurtagh     | Sligo                              | Irlande               |              |
| Trumpington Meadows | Cambridge                          | Angleterre            |              |
| Yarnton             | Oxfordshire                        | Angleterre            |              |

## Sites et forums
À l'instar de la généalogie génétique, les tests génétiques se font auprès d'officines spécialisées. Ces sites marchands sont à l'étranger, la législation française les ayant contraints à ne plus faire figurer la France dans leurs listes de commercialisation :
- FamilyTreeDNA ;
- 23and me ;
- MyHeriitage ;
- iGenea ;
- Living-DNA ;

Ces officines proposent origines ethniques, peuples modernes et peuples modernes, et famille génétique proche ou élargie. Si la recherche de la famille proche ou élargie relève de la généalogie génétique, l'assignation de peuples anciens ou de groupes humains antiques relève en revanche de la paléo-généalogie.
Chaque site dispose d'une base de donnée génétique, en partie créée à partir des échantillons fournis par leur clientèle, Cette base de données est accessible dans un second temps via certains sites spécialisés. Ces sites proposent à leur tour ces correspondances à leurs abonnés qui ont une proximité génétique avec ces ancêtres. Dans ce cas, il s'agit de prélèvements génétiques effectués sur des sites archéologiques.
Ces sites sont principalement :
- MyTrueAncestry[11] présente cartes, peuples modernes et peuples anciens ;
- Illustrativedna[12] s'appuie beaucoup sur les découvertes archéologiques ;
- Eupedia[13] présente à la fois un forum et des explications de vulgarisation scientifique mais ne présente par d'échantillons en lien avec l'ADN de l'utilisateur.

## Entre Histoire familiale et peuples anciens
Pour des raisons commerciales, certains scientifiques ont créé des officines et des sites de généalogie génétique et se sont tournés au début du XXIe siècle vers le grand public, en lui proposant d'abord des tests ADN afin de lui permettre de connaître ses origines familiales, avec l'idée d'utiliser la généalogie génétique pour enrichir sa généalogie ou étoffer son arbre généalogique. D'abord assez peu fiables, les bases de données des officines se sont étoffées, et disposent de données plus précises et permettent des connexions entre familles. Mais cela entraîne des données parfois erronées : une population qui a massivement fait des tests ADN sera sur-représentée par rapport à une autre population qui n'aura pas ou peu été testée.
Enfin, en France, la pratique des tests ADN reste extrêmement encadrée: seules les autorités judiciaires peuvent légalement utiliser les tests ADN dans des affaires criminelles voire des différends familiaux. Les sites de généalogie génétique fournissent de vastes listes de matchs à leurs utilisateurs mais ces bases de données ne sont pas représentatives numériquement.
Or, les informations fournies au grand public sur leurs origines anciennes reposent davantage sur la paléo généalogie. De plus, elles ne permettent qu'extrêmement rarement de rattacher un individu présent dans un arbre généalogique à un individu protohistorique voire historique identifié. Si la généalogie génétique peut prouver que Boris Johnson est bien le descendant d'Anna Catharina Bischoff, la paléo-généalogie a pu découvrir en 1997 qu'un professeur d’histoire du sud-ouest de l’Angleterre et l'Homme de Cheddar partagent une ancêtre féminine commune. Après avoir analysé une séquence de 400 nucléotides d'ADN mitochondrial dans les échantillons, Bryan Sykes, généticien à Oxford, avait découvert que ce professeur et Cheddar Man ne différaient que sur un point. Selon Sykes, les deux individus devaient avoir un ancêtre maternel commun, peut-être quelqu'un d'aussi proche que la mère de Cheddar Man.
Si les recherches généalogiques permettent de remonter en moyenne sur dix générations, la paléo-généalogie renseigne sur les peuples anciens d'origine. Un utilisateur peut "suivre" les migrations de ses ancêtres depuis la fin du néolithique jusqu'au Moyen-Âge, mais un vide demeurera entre ses données familiales et les données fournies par la paléo généalogie.